# Pacing (Energiemanagement)
Pacing (englisch to pace ‚sich seine Kräfte einteilen‘) bezeichnet in der Medizin eine Technik des individuellen Energiemanagements zur Vermeidung einer Zustandsverschlechterung durch körperliche, geistige oder emotionale Überlastung sowie durch Überreizung. Pacing ist die Grundvoraussetzung zur Stabilisierung des Verlaufs von Krankheiten mit post-exertioneller Malaise (PEM).
Pacing ist nicht zu verwechseln mit einer Aktivierungstherapie, bei der Aktivität schrittweise erhöht wird.

## Anwendungsbereiche
Pacing ist beim Vorliegen von PEM grundlegend. PEM ist das Leitsymptom der Myalgischen Enzephalomyelitis/des Chronischen Fatigue-Syndroms (ME/CFS) und betrifft einen Großteil der Patientinnen und Patienten mit Long COVID bzw. dem Post-COVID-Syndrom. Teilweise kommt Pacing bei Krankheiten des autonomen Nervensystems, wie etwa dem posturalen Tachykardiesyndrom, zum Einsatz. Das Energiemanagement wird sowohl Erwachsenen als auch Kindern und Jugendlichen empfohlen.
Ähnliche Konzepte des individuellen Energiemanagements werden zudem bei anderen chronischen Erkrankungen mit Fatigue oder bei Multipler Sklerose beschrieben, wobei hier im Gegensatz zu Krankheiten mit PEM meist körperliches Training erfolgen kann.

## Ziele
Pacing zielt darauf ab, eine PEM, die durch körperliche, geistige und emotionale Überlastung sowie durch Überreizung (z. B. durch Licht oder Geräusche) ausgelöst werden kann, zu vermeiden oder ihre Schwere zu verringern. Ein Kreislauf aus dem Übergehen von Symptomen und anschließender PEM soll unterbrochen werden. Dadurch wird einer vorübergehenden Zustandsverschlechterung, aber auch einer zunehmenden und anhaltenden Verschlechterung im Krankheitsverlauf entgegengewirkt. Pacing ist somit keine Therapie für die zugrundeliegende Erkrankung, sondern dient der Stabilisierung des Krankheitsverlaufs. Das Energiemanagement gilt als mitbestimmend für die Prognose. Wird Pacing nicht umgesetzt, können medikamentöse Therapien negativ beeinflusst werden.
Pacing ist keine Anleitung zur Inaktivität, aber auch nicht gleichzusetzen mit Aktivierung. Aktivität wird so eingeteilt, dass ihr im Rahmen der individuellen Belastungsgrenzen nachgegangen werden kann. Dabei umfasst Aktivität alle Arten von Aktivität (körperliche, geistige, emotionale Aktivität sowie die Wahrnehmung von Reizen).
In schweren Krankheitsfällen ist Pacing oft nicht mehr umsetzbar, da bereits unvermeidbare Tätigkeiten wie Nahrungsaufnahme eine PEM auslösen können. Aktivität wird dann minimiert.

## Elemente
Neben dem ausführenden Energiemanagement werden realistische Ziele erarbeitet und Aktivitäten überwacht und evaluiert. Voraussetzung ist das frühzeitige Wahrnehmen und Erkennen der eigenen Grenzen, die bei jeder Patientin bzw. jedem Patienten unterschiedlich sind und sich über die Zeit verändern können. Eine Herausforderung ist, dass Zustandsverschlechterungen durch PEM oft zeitversetzt eintreten. Im Zusammenhang mit Pacing wird daher häufig von der 3-P-Regel gesprochen: Pacing, Planen, Priorisieren. Unterstützend können Aktivitäts- und Symptomtagebücher zum Einsatz kommen.

### Körperliches Pacing
Geräte zur Messung von Herzfrequenz, Schrittzahl, Herzfrequenzvariabilität und Schlafindikatoren können das Pacing unterstützen, jedoch ist die persönliche Wahrnehmung der Symptome ausschlaggebend. Messwerte können zudem durch das posturale Tachykardiesyndrom beeinflusst werden. In der Mobilität unterstützen Hilfsmittel wie ein Rollstuhl, ggf. elektrisch und mit Liegefunktion.

### Orthostatisches Pacing
In schweren Fällen kann es notwendig sein, die Belastung durch eine aufrechte Körperposition (Sitzen oder Stehen) zu reduzieren. Beispielsweise kann beim Duschen ein Duschhocker helfen.

### Kognitives Pacing
Pacing berücksichtigt auch geistige Beanspruchungen, etwa durch Aktivitäten, die Konzentration und Aufmerksamkeit erfordern (z. B. Telefonate). Hilfsmittel wie eine Stoppuhr begrenzen kognitive Aktivität zeitlich. Auch kann es hilfreich sein, nicht mehrere Dinge gleichzeitig zu tun oder bei orthostatischer Intoleranz kognitiver Aktivität im Liegen nachzugehen.

### Emotionales Pacing
Wenn Patientinnen und Patienten emotional beanspruchenden Situationen ausgesetzt waren, kann es nötig sein, anschließend Aktivitäten zu reduzieren und sich zu entspannen. Dies betrifft das Erleben negativer und positiver Emotionen. Entspannungstechniken sind Bestandteil von Pacing.

### Pacing durch Reizreduktion
Beim Pacing werden auch Reize durch Gerüche, Schmecken, Geräusche, Berührungen, Gleichgewicht und Temperaturen ebenso wie optische Reize berücksichtigt. Hilfsmittel wie unter anderem Gehörschutz, Sonnenbrille oder Raumverdunklung unterstützen das Pacing, indem sie Reize reduzieren.

## Durchführung
Pacing wird von den Erkrankten selbst durchgeführt. Bei Kindern und Jugendlichen werden Erziehungsberechtigte und Schule einbezogen. Pacing kann ergotherapeutisch und physiotherapeutisch begleitet werden. Auch in einer unterstützenden Psychotherapie werden Techniken des Pacings vermittelt. Da Pacing dem unverminderten Antrieb von Patientinnen und Patienten entgegensteht, wird in der Ergo- und Psychotherapie zudem eine Akzeptanz gegenüber den Einschränkungen durch Pacing erarbeitet (Coping).

## Geschichte
Das Konzept um Pacing wurde in den 1980er-Jahren für ME/CFS (damals bekannt unter den Bezeichnungen Myalgische Enzephalomyelitis und epidemische Neuromyasthenie) eingeführt, als Wissenschaftlerinnen und Wissenschaftler feststellten, dass sich der Zustand Erkrankter durch Überlastung verschlechterte. Der Begriff Pacing geht auf die Mitentwicklerin und Psychologin Ellen Goudsmit zurück. Seither werden auch mögliche Gesundheitsrisiken durch Pacing diskutiert. Inzwischen wird Pacing international von Gesundheitsbehörden und in Leitlinien bei ME/CFS und Long COVID empfohlen.